# Tibouchina ursina
Tibouchina ursina är en tvåhjärtbladig växtart som först beskrevs av Adelbert von Chamisso, och fick sitt nu gällande namn av Célestin Alfred Cogniaux. Tibouchina ursina ingår i släktet Tibouchina och familjen Melastomataceae. Inga underarter finns listade i Catalogue of Life.